# Ron Brooks (giocatore di football americano)
Ron Brooks (Dallas, 16 ottobre 1988) è un ex giocatore di football americano statunitense che ha militato nel ruolo di cornerback. Fu scelto nel corso del quarto giro (124º assoluto) del Draft NFL 2012 dai Buffalo Bills. Al college ha giocato a football a LSU.

## Carriera professionistica

### Buffalo Bills
Il 28 aprile 2012 Brooks fu scelto nel corso quarto giro del Draft 2012 dai Buffalo Bills. Il 10 maggio firmò un contratto quadriennale con i Bills. Nella sua stagione da rookie disputò 9 partite, 2 delle quali come titolare, mettendo a segno 19 tackle e 4 passaggi deviati. Nella successiva fece registrare 9 tackle in 11 presenze, nessuna delle quali come titolare.

### Philadelphia Eagles
Il 9 marzo 2016 Brooks firmò un contratto di tre anni con i Philadelphia Eagles tornando così ad avere come coordinatore difensivo Jim Schwartz. Durante la settima giornata Brooks subì la rottura del tendine del muscolo quadricipite femorale destro che lo tenne fuori squadra per tutto il resta stagione.